# Mohammad Omer Khalil
Pour les articles homonymes, voir Khalil.
Mohammad Omer Khalil (né en 1936) est un graveur soudanais basé à New York.
Né dans un quartier de Khartoum, au Soudan, Khalil a étudié à l'École des Beaux-Arts et Appliqués de la capitale, où il a enseigné après avoir obtenu son diplôme. Il a déménagé en Italie pour fréquenter l'Académie des Beaux-Arts de Florence, où il a étudié la peinture, la mosaïque, la peinture de fresque et la gravure à l'eau-forte. Il poursuit ses études de mosaïque à l'Académie des Beaux-Arts. Khalil est retourné au Soudan où il a brièvement enseigné. Il est l'un des principaux représentants de l'École de Khartoum.
Il a ensuite migré aux États-Unis en 1967. Après s'être installé à New York, Khalil est devenu un expert en gravure et a ouvert un atelier où il a comme élèves Norman Lewis, Louise Nevelson et Sean Scully. À partir de 1973, il a enseigné dans de nombreuses écoles des États-Unis, dont l'Institut Pratt, l'Université Columbia, l'Université de New York, la New School et la Parsons School of Design. Les œuvres de Khalil ont gagné en popularité, notamment en Amérique du Nord et en Europe. Sa première exposition personnelle a lieu en 1979. Cela a été suivi par des décennies de succès et d'expositions en Afrique, en Asie, en Europe et en Amérique du Nord.

## Biographie

### Jeunesse et formation
Mohammad Omer Khalil naît le 8 janvier 1936 dans le quartier Burri Almahas de Khartoum, au Soudan anglo-égyptien (Soudan actuel). Après avoir été diplômé de l'École des Beaux-Arts et des Arts Appliqués de Khartoum en 1959, où il étudie auprès de l'artiste grec Aristomenis Angelopoulos (d), il enseigne à l'école pendant les quatre années suivantes,.
Khalil déménage en Italie pour étudier la peinture et la mosaïque à l'Académie des Beaux-Arts de Florence (ABAF). Il peut fréquenter l'académie grâce à une bourse du ministère soudanais de l'Éducation. À l'ABAF, Kahlil étudie la peinture à fresque auprès de Primo Conti. Il suit également des cours de gravure à l'eau-forte auprès de Rodolfo Margheri (d). Après avoir obtenu son diplôme, il étudie la mosaïque à l'Académie des Beaux-Arts de Ravenne en 1966,,.

### Carrière

#### Des années 1960 aux années 1980
Mohammad Omer Khalil rentre brièvement au Soudan, où il enseigne à l'Institut technique de Khartoum, avant d'émigrer aux États-Unis en 1967. Il devient rapidement un expert en gravure,. Les œuvres de Khalil gagnent en popularité, faisant partie d'une nouvelle vague d'art africain qui atteint l'Europe et l'Amérique du Nord.
En 1970, il ouvre un atelier de gravure, où il commence à imprimer des estampes pour des artistes de renom, comme Emma Amos, Romare Bearden, Jim Dine, Al Held, Norman Lewis, Louise Nevelson et Sean Scully. Mohammad Omer Khalil est l'un des principaux représentants de l'École de Khartoum.
Il enseigne la gravure à l'Institut Pratt à partir de 1973, la première des nombreuses écoles d'enseignement supérieur où il enseigne : il officiera notamment à l'Université Columbia, l'Université de New York, la New School et la Parsons School of Design,,. En plus d'enseigner dans ces écoles, Khalil passe beaucoup de temps à enseigner à New York au Robert Blackburn Printmaking Workshop (en) et à l'Asilah Printmaking Workshop à Assilah.
Les voyages de Khalil à travers le monde arabe et son séjour en Italie et à New York ont grandement influencé ses œuvres. C'est au Maroc qu'a lieu sa première exposition personnelle en 1979, à la Galerie Basamat de Casablanca. Elle est suivie par des expositions personnelles à la New School en 1981, aux Limited Art Editions de New York en 1984. La même année, il participe à des expositions collectives au Musée d'Art d'El Paso, au Texas Tacoma Art Museum, à la septième biennale norvégienne de l'estampe de Washington et à l'African American Museum (en) de Dallas.
En 1985, Khalil crée une série de gravures intitulée Homage to Miro, inspirée par le dégoût de Joan Miró pour l'art conventionnel. La même année, il participe à des expositions collectives à la Triennale internationale des estampes graphiques originales à Granges, en Suisse, au Toledo Museum of Art dans l'Ohio et au Columbia Museum of Art en Caroline du Sud. Pendant le reste de la décennie, le travail de Khalil est exposé en Israël, en Irak, au Royaume-Uni et en Norvège. Les expositions personnelles au cours de cette période incluent celles de la Alif Gallery à Washington, de la Eleini Gallery à Londres et du Bronx Museum of the Arts à New York.
Admiratif de la musique de Bob Dylan, Khalil crée en 1986 une série de sept gravures à l'aquatinte inspirées de la musique de Dylan,. Décrivant l'inspiration de ces pièces, Khalil a déclaré : « J'écoutais Dylan tous les jours [...] à un moment de ma vie [quand] il y avait une empathie avec la tristesse et la colère dans la vie et la musique de Dylan ». L'une de ces estampes, Tangled Up in Blue, est ensuite achetée par le Musée national d'Art africain de Washington. Bien que la série soit inspirée par Dylan, elle montre des scènes du Soudan, dont une de Suakin.
Une série de 1989-1990 s'inspire de Pétra. Sylvia Williams a écrit à ce sujet : « Interrogé sur les grottes, [Khalil] a déclaré qu'il voulait transmettre le mystère et l'ambiguïté de suggérer si l'on regarde dans l'obscurité ou dans la lumière. Kahlil parle souvent de lumière et d'obscurité. comme une série d'effets positifs et négatifs qu'il veut capter. Cela semble résumer non seulement son vocabulaire pictural mais aussi sa philosophie de vie ».

#### Depuis les années 1990
Au cours des années 1990, les œuvres de Khalil sont présentées dans des expositions collectives au Centre du Fonds monétaire international à Washington, au Herbert F. Johnson Museum of Art de New York et à la Triennale des estampes d'Osaka, où il remporte le prix de bronze,. Parmi ses expositions personnelles, les plus notables sont celles qu'il tient à la Galerie Alif, à la Galerie Teinturerie et à l'Institut du monde arabe à Paris, ainsi qu'à la Galerie Al-Wasiti à Amman.
Une exposition majeure a lieu en 1994-1995 au Musée national d'Art africain où sont exposées les œuvres de Khalil, les sculptures d'Amir Nour et Book art d'Atta Kwami (en). Décrivant le travail de Khalil dans le Washington Post, un journaliste a écrit que le style artistique de Khalil « embrasse à la fois le style américain de Bob Dylan et la Petra ruinée de Jordan ». Dans le Nka Journal of Contemporary African Art, Robert Condon a déclaré que les œuvres de Khalil et Nour « remettent en question toutes les notions perçues de ce que l'abstraction implique » et a noté que Khalil utilise des photographies sur ses eaux-fortes pour donner l'apparence de peintures.
Inspiré par le célèbre poète arabe Adonis, Khalil crée en 1999 la série Harlem, qui présente des gravures de poèmes. Il remporte le premier prix de gravure en 2001 et 2003 à l'Académie américaine des Beaux-Arts et en 2003 à la Biennale internationale du Caire. Ses expositions collectives au cours des années 2000 sont notamment présentées à la Skoto Gallery de New York, à l'Institut du monde arabe à Paris, à la Kunsthalle Darmstadt (de) de Darmstadt, au British Museum de Londres, au Musée national arabo-américain à Dearborn (Michigan), à l'Albareh Art Gallery de Bahreïn et à la Virginia Commonwealth University School of the Arts in Qatar (en),.
Il participe à une exposition collective en 2010 au Mathaf (musée arabe d'Art moderne) à Doha, et tient des expositions personnelles à l'Albareh Art Gallery, à la Meem Gallery de Dubaï et à l'Aicon Gallery de New York dans les années 2010.
À la fin des années 2010 et au début des années 2020, des étudiants de l'Université Fisk restaurent onze tableaux, dont Inno de Khalil. Les œuvres font partie d'une exposition itinérante, African Modernism in America, présentée dans divers musées aux États-Unis. Parmi les autres artistes représentés dans l'exposition figurent notamment Skunder Boghossian, Ibrahim El-Salahi, Mohamed Melehi (en), Aimé Mpane, Pilipili Mulongoy (en) et Suzanna Ogunjami (en).